# Basiothia
Basiothia é um gênero de mariposa pertencente à família Bombycidae.